# Egyiptom az 1984. évi téli olimpiai játékokon
Egyiptom a jugoszláviai Szarajevóban megrendezett 1984. évi téli olimpiai játékok egyik részt vevő nemzete volt. Az országot az olimpián 1 sportágban 1 sportoló képviselte, aki érmet nem szerzett. Egyiptom először vett részt a téli olimpiai játékokon.

## Alpesi sí
Férfi
| Versenyző     | Versenyszám      | 1. futam      | 1. futam      | 2. futam | 2. futam | Összesítés | Összesítés |
| Versenyző     | Versenyszám      | Idő           | Hely.         | Idő      | Hely.    | Idő        | Helyezés   |
| ------------- | ---------------- | ------------- | ------------- | -------- | -------- | ---------- | ---------- |
| Gamíl er-Rídi | Lesiklás         |               |               |          |          | 3:13,86    | 60.        |
| Gamíl er-Rídi | Műlesiklás       | 1:30,56       | 65.           | 1:26,37  | 46.      | 2:56,93    | 46.        |
| Gamíl er-Rídi | Óriás-műlesiklás | nem ért célba | nem ért célba | kiesett  | kiesett  | kiesett    | kiesett    |